# Kienfeld
Kienfeld ist ein Gemeindeteil des Marktes Vestenbergsgreuth im Landkreis Erlangen-Höchstadt (Mittelfranken, Bayern). Kienfeld liegt in der Gemarkung Kleinweisach.

## Geografie
Durch das Dorf fließt der Sechselbach, ein rechter Zufluss der Kleinen Weisach, und der Rohrschlaggraben, der beim Ort als rechter Zufluss in den Sechselbach mündet. Das aus Acker- und Grünland bestehende Gelände steigt in Nord-, Süd- und Ostrichtung an. Westlich des Ortes gibt das Waldgebiet Deiningerholz. Dort erheben sich der Wallberg (377 m ü. NHN) und der Buchranken. Im Süden liegt das Waldgebiet Brandholz. Dort erheben sich der Stadelmannsberg (380 m ü. NHN) und der Reutberg (378 m ü. NHN).
Die Kreisstraße ERH 21 verläuft nach Kleinweisach (1,2 km nördlich) bzw. nach Vestenbergsgreuth (1,7 km östlich). Eine Gemeindeverbindungsstraße verläuft nach Altershausen zur Kreisstraße NEA 1 (2,5 km südwestlich).

## Geschichte
Der Ort wurde im 14. Jahrhundert als „Kienblat“ bzw. „Kunplat“ erstmals schriftlich erwähnt. Der Ortsname bedeutet Zur Platte (=Fläche) wo Kienbäume (=Kiefern) stehen. Ab dem 17. Jahrhundert war auch die heutige Form gebräuchlich, die sich dann im 19. Jahrhundert durchsetzte. 1303 und 1307 wurden das Dorf und Zehnt als würzburgische Lehen an Conrad und Johannes von Paris ausgegeben. Über die Zehnten der Neurodungen war die Burggrafschaft Nürnberg Lehnsherr. 1305 verliehen sie diese an die Herren von Vestenberg. Mitte des 15. Jahrhunderts gingen die burggräflichen Ansprüche an das Markgraftum Brandenburg-Kulmbach über. Diese umfassten drei Sölden, wovon eine zu dieser Zeit nicht an den Mann gebracht werden konnte und wüst lag. Nach dem Dreißigjährigen Krieg musste der Ort neu aufgebaut werden. Am Ende des 18. Jahrhunderts hatte die Markgrafschaft über das Amt Dachsbach die Dorf- und Gemeindeherrschaft inne. Das Hochgericht übte die Castell’sche Cent Burghaslach aus, das auch Grundherr im Ort war. Ein weiterer Grundherr waren die Grafen von Schönborn.
Im Rahmen des Gemeindeedikts wurde Kienfeld dem 1808 gebildeten Steuerdistrikt Breitenlohe zugewiesen, 1810 dann dem neu gebildeten Steuerdistrikt Kleinweisach. 1818 wurde die Ruralgemeinde Kleinweisach gebildet, zu der der Ort gehörte. In der freiwilligen Gerichtsbarkeit unterstanden fünf Anwesen dem Patrimonialgericht Pommersfelden (bis 1848) und zehn Anwesen dem Herrschaftsgericht Burghaslach (bis 1849).
Am 1. Januar 1972 wurde Kienfeld im Zuge der Gebietsreform in die neu gebildete Gemeinde Weisachgrund eingegliedert. Diese wurde am 1. Mai 1978 in den Markt Vestenbergsgreuth eingegliedert.

### Einwohnerentwicklung
| Jahr      | 001819 | 001861 | 001871 | 001885 | 001900 | 001925 | 001950 | 001961 | 001970 | 001987 | 002020 |
| Einwohner | 131    | 170    | 159    | 165    | 124    | 124    | 117    | 93     | 97     | 90     | 95     |
| Häuser    |        |        |        | 27     | 24     | 21     | 23     | 21     |        | 19     |        |
| Quelle    | [ 10 ] | [ 11 ] | [ 12 ] | [ 13 ] | [ 14 ] | [ 15 ] | [ 16 ] | [ 17 ] | [ 18 ] | [ 19 ] | [ 1 ]  |

## Religion
Kienfeld ist seit der Reformation evangelisch-lutherisch geprägt und bis heute nach St. Maria (Kleinweisach) gepfarrt. Die Einwohner römisch-katholischer Konfession sind nach Kreuzerhöhung (Breitenlohe) gepfarrt.